# CollXtion II
Pour les articles homonymes, voir Collection.
Albums de Allie X
CollXtion I
(2015)
Singles
1. Paper Love
Sortie : 28 avril 2017
2. Need You
Sortie : 26 mai 2017

CollXtion II est le premier album studio de l’auteure-compositrice-interprète canadienne Allie X. Il sort le 9 juin 2017, soit deux ans après la parution de son premier maxi, CollXtion I, sous le label Twin Music. Bâti par des producteurs tels que Mike Wise, Jordan Palmer, Billboard et Cirkut, cet opus place en évidence le concept de la « revendication d’une identité perdue » à travers dix morceaux inspirés par la pop synthétique.
Le premier single exploité, Paper Love, sort le 28 avril 2017 sur toutes les plateformes de téléchargement en ligne. Antérieurement, le titre Casanova paraît le 23 février en tant que single promotionnel accessible uniquement grâce à la pré-commande de l’album via le site officiel de la chanteuse.

## Genèse et développement
Allie X n’a cessé de faire des insinuations quant à la conception de ce projet depuis la parution de son premier maxi, CollXtion I. En effet, c’est sur le réseau social en ligne Twitter que les première déclarations sur l’album ont été énoncées, et ce, juste après la présentation exclusive de la chanson Never Enough à la fin de 2015, laissant ainsi le public penser qu’il s’agissait du premier single. Le 3 février 2016, Old Habits Die Hard est publié en téléchargement gratuit, originellement en tant que single à part entière, avant d’être finalement inclus sur la liste des pistes de l’opus, sachant que la chanteuse avait promis de l’ajoutersi jamais elle réussissait à franchir la barre du million de lectures sur la plateforme numérique Spotify. Au cours d’une session de « questions/réponses » organisée sur le portail Tumblr, Allie X confesse que la thématique globale de CollXtion II aura pour trame l’envie et la perdition de soi.
Le 13 mai 2016, peu de temps après la sortie du morceau Too Much to Dream, Allie x prend la decision d’annoncer le lancement d’un projet inattendu, soit CollXtion II: Ʉnsolved. Prenant place tout au long de l’été, cette opération verra le déploiement d’farandole de maquettes et de chansons en tout genre sur Spotify, et ce, tout au long de l’été, de manière à rendre plus étroite la liste de titres potentiels que ses fans auraient envie de voir apparaître sur CollXtion II. Cette liste comprenait entre autres les pièces suivantes : Too Much to Dream, Purge, All the Rage, Casanova, That’s So Us, Misbelieving et Alexandra. Parmi toute cette ribambelle de titres, seuls Casanova et That’s So Us sont revues au mixage pour être incluses dans l’album. L’opération prit fin le 6 novembre 2016.

## Liste des pistes
| Édition régulière | Édition régulière           | Édition régulière                                               | Édition régulière | Édition régulière | Édition régulière | Édition régulière | Édition régulière | Édition régulière | Édition régulière |
| No                | Titre                       | Producteur(s)                                                   | Durée             |                   |                   |                   |                   |                   |                   |
| ----------------- | --------------------------- | --------------------------------------------------------------- | ----------------- | ----------------- | ----------------- | ----------------- | ----------------- | ----------------- | ----------------- |
| 1.                | Paper Love                  | Alexandra Hughes, Michael Joseph Wise, Jordan Palmer, Billboard | 3:16              |                   |                   |                   |                   |                   |                   |
| 2.                | Vintage                     | Hughes, Wise, Palmer                                            | 3:38              |                   |                   |                   |                   |                   |                   |
| 3.                | Need You (avec Valley Girl) | Palmer                                                          | 3:22              |                   |                   |                   |                   |                   |                   |
| 4.                | Casanova                    | Wise, Palmer                                                    | 3:45              |                   |                   |                   |                   |                   |                   |
| 5.                | Lifted                      | Billboard, Wise, Palmer                                         | 3:14              |                   |                   |                   |                   |                   |                   |
| 6.                | Simon Says                  | Hughes, J Gramm                                                 | 3:36              |                   |                   |                   |                   |                   |                   |
| 7.                | Old Habits Die Hard         | Hughes, Billboard                                               | 3:41              |                   |                   |                   |                   |                   |                   |
| 8.                | That's So Us                | Billboard, Real Mind                                            | 3:35              |                   |                   |                   |                   |                   |                   |
| 9.                | Downtown                    | Cirkut                                                          | 3:57              |                   |                   |                   |                   |                   |                   |
| 10.               | True Love Is Violent        | Chris Braide, Palmer                                            | 3:31              |                   |                   |                   |                   |                   |                   |
| 33:35             |                             |                                                                 |                   |                   |                   |                   |                   |                   |                   |